# John Arnold (direttore della fotografia)
John Arnold (New York, 16 novembre 1889 – Palm Springs, 11 gennaio 1964) è stato un direttore della fotografia statunitense.
Dal 1931 al 1936 fu Presidente dell'American Society of Cinematographers.

## Biografia
Nato a New York nel 1889, cominciò a lavorare nel cinema come direttore della fotografia nel 1914 in Springtime di Will S. Davis. Lavorò per l'Edison Company e per piccole compagnie indipendenti.
Negli anni venti, diventò uno dei collaboratori di King Vidor, firmando la fotografia di alcuni dei suoi film più importanti, tra cui La grande parata, uno dei capolavori della storia del cinema. Fu direttore della fotografia anche di The Wind di Victor Sjöström.
Il suo ultimo film fu, nel 1929, il musical Hollywood che canta. Nel 1939, lavorò - non accreditato - come capo del dipartimento fotografico per Il mago di Oz. Morì nel 1964, a Palm Springs, a 74 anni.

## Filmografia

### Direttore della fotografia
- Springtime, regia di Will S. Davis (1914)
- Children of Eve, regia di John H. Collins (1915)
- The Quitter, regia di Charles Horan (1916)
- The Upheaval, regia di Charles Horan (1916)
- The Gates of Eden, regia di John H. Collins (1916)
- The Cossack Whip, regia di John H. Collins (1916)
- Threads of Fate, regia di Eugene Nowland (1917)
- Rosie O'Grady, regia di John H. Collins (1917)
- Dall'odio all'amore (The Barricade), regia di Edwin Carewe (1917)
- The Mortal Sin, regia di John H. Collins (1917)
- His Father's Son, regia di George D. Baker (1917)
- God's Law and Man's, regia di John H. Collins (1917)
- Lady Barnacle, regia di John H. Collins (1917)
- Aladdin's Other Lamp, regia di John H. Collins (1917)
- The Girl Without a Soul, regia di John H. Collins (1917)
- Blue Jeans, regia di John H. Collins (1917)
- The Winding Trail, regia di John H. Collins (1918)
- A Weaver of Dreams, regia di John H. Collins (1918)
- Ahead, regia di Charles Brabin (1918)
- Riders of the Night, regia di John H. Collins (1918)
- The Only Road, regia di Frank Reicher (1918)
- Opportunity, regia di John H. Collins (1918)
- Flower of the Dusk, regia di John H. Collins (1918)
- The Gold Cure
- Satan Junior, regia di Herbert Blaché, John H. Collins (1919)
- The Parisian Tigress, regia di Herbert Blaché (1919)
- False Evidence, regia di Edwin Carewe (1919)
- Some Bride, regia di Henry Otto (1919)
- The Microbe, regia di Henry Otto (1919)
- Please Get Married, regia di John Ince (1919)
- The Willow Tree, regia di Henry Otto (1920)
- Dangerous to Men, regia di William C. Dowlan (1920)
- The Chorus Girl's Romance, regia di William C. Dowlan (1920)
- Blackmail, regia di Dallas M. Fitzgerald (1920)
- Cinderella's Twin, regia di Dallas M. Fitzgerald (1920)
- The Off-Shore Pirate, regia di Dallas M. Fitzgerald (1921)
- Puppets of Fate, regia di Dallas M. Fitzgerald (1921)
- Home Stuff, regia di Albert Kelley (1921)
- Life's Darn Funny, regia di Dallas M. Fitzgerald (1921)
- The Match-Breaker, regia di Dallas M. Fitzgerald (1921)
- There Are No Villains, regia di Bayard Veiller (1921)
- Marito, si... ma a modo mio! (Fourteenth Lover), regia di Harry Beaumont (1922)
- Glass Houses, regia di Harry Beaumont (1922)
- Very Truly Yours, regia di Harry Beaumont (1922)
- Seeing's Believing, regia di Harry Beaumont (1922)
- Cinque divorzi e un matrimonio (They Like 'Em Rough), regia di Harry Beaumont (1922)
- Bimba per cinque dollari (The Five Dollar Baby), regia di Harry Beaumont (1922)
- Fulmine (June Madness), regia di Harry Beaumont (1922)
- Love in the Dark, regia di Harry Beaumont (1922)
- The Fog, regia di Paul Powell (1923)
- Crinoline and Romance, regia di Harry Beaumont (1923)
- Her Fatal Millions, regia di William Beaudine (1923)
- Rouged Lips, regia di Harold M. Shaw (come Harold Shaw) (1923)
- The Social Code, regia di Oscar Apfel (1923)
- In Search of a Thrill, regia di Oscar Apfel (1923)
- Pandemonio (A Noise in Newboro), regia di Harry Beaumont (1923)
- The Heart Bandit, regia di Oscar Apfel (1924)
- Don't Doubt Your Husband, regia di Harry Beaumont (1924)
- The Beauty Prize, regia di Lloyd Ingraham (1924)
- Revelation, regia di George D. Baker (1924)
- La seconda vita di Arturo Merril (Sinners in Silk), regia di Hobart Henley (1924)
- Along Came Ruth, regia di Edward F. Cline (1924)
- So This Is Marriage?, regia di Hobart Henley (1924)
- La moglie del centauro (The Wife of the Centaur), regia di King Vidor (1924)
- The Way of a Girl, regia di Robert G. Vignola (1925)
- Orgoglio (Proud Flesh), regia di King Vidor (1925)
- Sun-Up, regia di Edmund Goulding (1925)
- La grande parata (The Big Parade), regia di King Vidor (1925)
- Bright Lights, regia di Robert Z. Leonard (1925)
- Sally, Irene and Mary, regia di Edmund Goulding (1925)
- Dance Madness, regia di Robert Z. Leonard (1926)
- The Auction Block, regia di Hobart Henley (1926)
- Paris, regia di Edmund Goulding (1926)
- Love's Blindness, regia di John Francis Dillon (1926)
- The Fire Brigade, regia di William Nigh (1926)
- The Show, regia di Tod Browning (1927)
- The Isle of June - documentario (1927)
- The Understanding Heart, regia di Jack Conway (1927)
- Heaven on Earth, regia di Phil Rosen (1927)
- Mr. Wu, regia di William Nigh (1927)
- Becky, regia di John P. McCarthy (1927)
- Eden Palace (The Garden of Eden), regia di Lewis Milestone (1928)
- Rose-Marie, regia di Lucien Hubbard (1928)
- Detectives, regia di Chester M. Franklin (1928)
- Il fidanzato di cartone (The Cardboard Lover), regia di Robert Z. Leonard (1928)
- Il vento (The Wind), regia di Victor Sjöström (1928)
- Maschere di celluloide (Show People), regia di King Vidor (1928)
- Gus Edwards' Song Revue, regia di Gus Edwards (1929)
- La canzone di Broadway (The Broadway Melody), regia di Harry Beaumont (1929)
- Song of the Roses, regia di Gus Edwards - cortometraggio (1929)
- Climbing the Golden Stairs, regia di Gus Edwards - cortometraggio (1929)
- Hollywood che canta (The Hollywood Revue of 1929), regia di Charles Reisner (1929)